# Kępa Tolnicka
Kępa Tolnicka (niem. Atkamp) – wieś w Polsce położona w województwie warmińsko-mazurskim, w powiecie kętrzyńskim, w gminie Reszel.
W latach 1975–1998 miejscowość administracyjnie należała do województwa olsztyńskiego.

## Nazwa
Pruska nazwa miejscowości to Atekamps, a pod koniec XVIII wieku – Alt Kamp.
12 lutego 1948 r. ustalono urzędową polską nazwę miejscowości – Kępa Tolnicka, określając drugi przypadek jako Kępy Tolnickiej, a przymiotnik – kępski.

## Historia
Miejscowość powstała w drugiej połowie XIV wieku.
W Kępie Tolnickiej w roku 1751 urodził się Franciszek Pol, ojciec Wincentego.
Po II wojnie światowej w Kępie Tolnickiej powstał PGR. Przed 1970 Kępa Tolnicka jako obiekt produkcyjny pdległa Zakładowi Rolnemu Troksy, który wchodził w skład Kombinatu PGR Sątopy z siedzibą w Sątopach-Samulewie.